# Yury Melikhov
Yury Afanasyevich Melikhov (1 de abril de 1937 — fevereiro de 2000) foi um ciclista soviético. Foi medalhista nos Jogos Olímpicos de Verão de 1964 pela União Soviética.